# قائمة المناطق الحضرية في جزر الهند الغربية
هذه قائمة بأكبر المناطق الحضرية في جزر الهند الغربية، بناءً على التقديرات السكانية الرسمية اعتبارًا من منتصف 2015. لا يوجد في هافانا تعريف رسمي لمنطقتها الحضرية>
|   | المناطق الحضرية           | التعداد السكاني | السنة | الدولة              |
| - | ------------------------- | --------------- | ----- | ------------------- |
| 1 | سانتو دومينغو             | 3,658,648       | 2015  | جمهورية الدومينيكان |
| 2 | بورت أو برانس             | 2,618,894       | 2015  | هايتي               |
| 3 | سان خوان                  | 2,196,538       | 2015  | بورتوريكو           |
| 4 | هافانا                    | 2,117,625       | 2015  | كوبا                |
| 5 | كينغستون                  | 1,190,763       | 2015  | جامايكا             |
| 6 | سانتياغو دي لوس كاباليروس | 891,674         | 2015  | جمهورية الدومينيكان |